# Ноа Шнап
Ноа Камерон Шнап (енгл. Noah Cameron Schnapp; Њујорк, 3. октобар 2004) амерички је глумац. Познат је по улози Вила Бајерса у научнофантастичној серији Чудније ствари за коју је освојио награду Удружења глумаца за најбољу глумачку поставу у драмској серији заједно са осталим глумцима серије. Глумио је Роџера Донована у историјској драми Мост шпијуна и позајмио глас Чарлију Брауну у анимираном филму Снупи и Чарли Браун: Филм о клињама.

## Биографија
Рођен је у Њујорку, а одрастао је у Скарсдејлу. Јеврејин је, а бар-мицву је имао у Израелу. Има сестру близнакињу. Држављанин је САД и Канаде. Отац му је Јевреј из Русије, а мајка Јеврејка из Марока.
У јануару 2023. јавно је изашао из ормара као геј у видео-снимку који је поставио на TikTok. На снимку се примети како је изразио олакшање што су породица и пријатељи прихватили његово сексуално опредељење, а нашалио се рекавши: „Претпостављам да сам сличнији Вилу [Бајерсу] него што сам мислио”, позивајући се на изјаву о улози у серији Чудније ствари где је такође геј.

## Филмографија

### Филм
| Година | Српски назив                        | Изворни назив | Улога              | Напомене |
| ------ | ----------------------------------- | ------------- | ------------------ | -------- |
| 2015.  | Мост шпијуна                        |               | Роџер Донован      |          |
| 2015.  | Снупи и Чарли Браун: Филм о клињама |               | Чарли Браун (глас) |          |
| 2020.  | Хјуби спашава Ноћ вештица           |               | Томи               |          |

### Телевизија
| Година     | Српски назив   | Изворни назив | Улога      | Напомене                                                   |
| ---------- | -------------- | ------------- | ---------- | ---------------------------------------------------------- |
| 2016—данас | Чудније ствари |               | Вил Бајерс | споредна улога (1. сезона); главна улога (2. сезона—данас) |

### Видео-игре
| Година | Назив | Улога       | Напомене |
| ------ | ----- | ----------- | -------- |
| 2015.  |       | Чарли Браун | глас     |

### Музички спотови
| Година | Назив | Извођач      | Напомене |
| ------ | ----- | ------------ | -------- |
| 2016.  | „”    |              |          |
| 2018.  | „”    | Дрејк        |          |
| 2020.  | „”    | Џони Орландо |          |